# عشق آنتوشا
عشق آنتوشا (به انگلیسی: Love، Antosha) یک فیلم مستند آمریکایی محصول سال ۲۰۱۹ که با تمرکز بر زندگی و حرفه بازیگر فقید آنتون یلچین به کارگردانی و تهیه کنندگی گرت پریس است.    